# Атанас Йовчески
Атанас Йовчески (на македонска литературна норма: Атанас Jовчески) е офицер, генерал-лейтенант от Република Македония.

## Биография
Роден е на 3 май 1952 г. в прилепското село Голем Радобил. През 1971 г. завършва гимназия в Прилеп. От 1971 до 1975 г. учи във Военната академия на Сухопътните войски на ЮНА. Започва военната си служба като командир на взвод в Задар. От 1978 до 1982 г. е командир на рота в Кичево и Прилеп. В периода 1982 – 1988 г. е командир на артилерийски дивизион в Прилеп. След това до 1991 г. е началник-щаб на лек артилерийски полк, той и заместник-командир на корпус в Прилеп. През 1991 г. завършва Командно-щабна академия на Военновъздушните сили и противовъздушна отбрана. От 1991 до 1997 е помощник-началник по оперативно-учебните работи в командването на втори армейски корпус в Битоля. През 1996 г. завършва Школата за национална отбрана в Турция. В периода 1997 – 2002 г. е командир на ПВО полк. От 2002 до 2003 г. е заместник-командир на Сухопътните войски. Между 2003 и 2005 г. е командир на Сухопътните войски на Армията на Република Македония. От 2005 до 2007 г. е командир на Обединеното оперативно командване. Излиза в запаса през декември 2007 г. Умира на 19 март 2008 г.

## Военни звания
- Подпоручик (1975)
- Поручик (1976)
- Капитан (1979)
- Капитан 1 клас (1983)
- Майор (1988)
- Подполковник (1992)
- Полковник (1998)
- Бригаден генерал (2002)
- Генерал-майор (2004)
- Генерал-лейтенант (2007)

## Награди
- Орден за военни заслуги, 1979 година;
- Орден за военни заслуги със сребърни мечове, 1983 година;
- Орден на труда със сребърен венец, 1988 година